# Only Trust Your Heart
Only Trust Your Heart – drugi album kanadyjskiej jazzowej pianistki i wokalistki Diany Krall wydany w 1995 roku.

## Lista utworów
1. "Is You Is or Is You Ain't My Baby?" – 4:57
2. "Only Trust Your Heart" – 5:19
3. "I Love Being Here with You" – 3:40
4. "Broadway" – 7:27
5. "The Folks Who Live on the Hill" – 4:18
6. "I've Got the World on a String" – 5:20
7. "Just Squeeze Me (But Please Don't Tease Me)" – 5:37
8. "All Night Long" – 6:41
9. "CRS-Craft" (utwór instrumentalny) – 3:30

## Twórcy

### Muzycy
- Diana Krall – pianino, wokal
- Ray Brown – kontrabas w utworach nr 1, 3, 7 i 9
- Christian McBride – kontrabas w utworach nr 2, 4, 5, 6 i 8
- Lewis Nash – perkusja
- Stanley Turrentine – saksofon tenorowy w utworach nr 1, 3 i 9

### Techniczni
- Tommy LiPuma – producent
- Carl Griffin – producent naczelny
- Joe Moore – asystent producenta
- Scott Austin, Rich Lamb – pomocniczy dźwiękowcy
- Gavin, Doug Sax – mastering
- Andy Baltimore, Shelly Fierston – kierownicy
- Lilian Barbuti – asystent kierownika
- Cara Bridgins – koordynator projektu
- Joseph Doughney, Michael Landy – produkcja
- Hollis King – dyrektor artystyczny
- R. Andrew Lepley, Sonny Mediana, Carol Weinberg – zdjęcia
- Freddie Paloma – projekt graficzny
- Michael Bourne – projektant przypisów
- Evan Ritchie – stylista
- Frank Treviso – make-up i fryzura